# Mister World
Mr World – konkurs sprawdzający poziom męskości i dżentelmeństwa mężczyzn rozgrywany nieregularnie od 1996. Pomysłodawczynią i organizatorką wyborów jest Julia Morley.
Panowie biorący udział w wyborach najprzystojniejszego mężczyzny zostają poddani testom sprawdzającym ich wszechstronność, m.in. występują w konkursie talentów, zawodach sportowych i pokazie mody. Zwycięzca konkursu podpisuje kontrakty reklamowe i otrzymuje możliwość wystąpienia na prestiżowych pokazach mody, dostaje również bonifikatę pieniężną będącą równowartością ok. 40 tys. euro.
Kandydat na Mistera World musi spełniać kilka warunki; musi być kawalerem i nie może mieć dzieci, w momencie odbywania się konkursu nie może mieć mniej niż 17 i więcej niż 35 lat, a także musi być zwycięzcą krajowych preselekcji bądź zwycięzcą drugiego w kolejności najważniejszego konkursu piękności dla mężczyzn w swoim państwie.

## Zwycięzcy konkursu
| Rok  | Mister World          | Kraj      | Miejsce rozgrywania konkursu |
| ---- | --------------------- | --------- | ---------------------------- |
| 1996 | Tom Nuyens            | Belgia    | Stambuł                      |
| 1998 | Sandro Finoglio       | Wenezuela | Troia                        |
| 2000 | Ignacio Kliche        | Urugwaj   | Edynburg                     |
| 2003 | Gustavo Gianetti      | Brazylia  | Londyn                       |
| 2007 | Juan Garcia Postigo   | Hiszpania | Sanya                        |
| 2010 | Kamal Orlando Ibrahim | Irlandia  | Inczon                       |
| 2012 | Francisco Escobar     | Kolumbia  | Kent                         |
| 2014 | Nicklas Pedersen      | Dania     | Torbay                       |
| 2016 | Rohit Khandelwal      | Indie     | Southport                    |
| 2019 | Jack Heslewood        | Anglia    | Manila                       |